# Fernand Verhaegen
Pour les articles homonymes, voir Verhagen.
Fernand Verhaegen, de son vrai nom Fernand Verraghen, né le 27 juillet 1883 à Marchienne-au-Pont, mort le 6 mai 1975 à Montigny-le-Tilleul, est un peintre belge et un militant wallon.

## Biographie
L'orthographe du patronyme est l'objet d'hésitation. L'inscription au registre de l'état civil mentionne Veraghem. Ultérieurement, le patronyme deviendra Verraghen, respectant l'orthographe du nom de famille de son père, Jean-Pierre. Cependant, c'est sous le nom de Verhaegen que Fernand est inscrit à l'École moyenne de Fontaine-l'Évêque. Il gardera ce nom sans que l'on connaisse la raison de ce choix.
Fernand est le cadet de la famille. Lorsqu'il est âgé de trois ans, son père meurt et il perd sa mère trois ans plus tard.
Fernand Verhaegen se fixe dès 1900 à Bruxelles lors de son inscription à l’Académie royale des beaux-arts, qu’il fréquente jusqu’en 1906. Il s’y lie d’amitié avec les peintres Rik Wouters et Edgard Tytgat.
Il participe dès 1908 aux expositions des galeries et cercles artistiques bruxellois, notamment en 1911 au 7e Salon « Vie et Lumière », en 1913, à l’exposition des « Bleus de la Galerie Giroux » et en 1914, au 21e Salon de « La Libre Esthétique ». On le retrouve aussi régulièrement, à partir de 1911, aux Salons triennaux d’Anvers, Bruxelles et Gand.
Il s’expatrie en Angleterre lors de la Première Guerre mondiale et revient s’installer à Boitsfort en 1919, après un détour par Paris et la Côte d’Azur.
En 1920 et 1922, il est présent à la Biennale de Venise.
À partir des années trente, il se replie progressivement sur la région de Charleroi et s’installe à Lodelinsart en 1957 après le décès de son épouse. C’est son retour en Wallonie. Il meurt en 1975.
Successivement réaliste, impressionniste, pointilliste, coloriste, luministe, et même considéré par certains comme faisant partie des « fauves brabançons », Fernand Verhaegen a donc été tenté par différentes techniques. Peintre de paysages, de portraits, de fleurs, de natures mortes et de scènes sportives, c’est surtout dans l’illustration des scènes du folklore de la Wallonie qu’il a fait valoir son grand talent. Les Gilles de Binche, le Doudou de Mons, les géants d’Ath, les Chinels de Fosses, les Pasquîyes, le Tchaudia, la Madeleine de Jumet, les marches de l’Entre-Sambre-et-Meuse, pour n’en citer que quelques-unes, sont parmi les représentations de ce folklore wallon qui ont pris forme sous son pinceau magique. Cette thématique haute en couleur est présente dans plus de la moitié de ses huiles, eaux-fortes, bois, aquarelles et pastels. Il a été très tôt qualifié de « peintre des Gilles de Binche ». Robert Magremanne, dans la monographie qu’il lui a consacrée en 2003, préfère l’appeler « le grand maître du folklore wallon ». Le même auteur a rédigé sur ce peintre une brève notice dans l’Encyclopédie du Mouvement wallon, notamment parce que F. Verhaegen collabora à L'Opinion wallonne de 1917 à 1918 et fut représentant de Bruxelles à l’Assemblée wallonne de 1921 à 1927.
Des œuvres de Verhaegen sont conservées dans les musées d'Anvers, de Bruxelles, de Charleroi, de Genève, de Grenoble, d'Indianapolis, d'Ixelles, de Liège et de Mons.

## Quelques œuvres
- Rondeau des Gilles sur la Grand’Place de Binche, Huile sur toile, 80 × 120 cm
- Terre à l’danse, Huile sur toile, 60 × 70 cm
- Régates à Monaco, Huile sur toile, 102 × 112 cm
- Paysage côtier, Huile sur toile, 45 × 50 cm
- Two Steps, Huile sur toile, 130 × 100 cm
- Verger dans le midi, Aquarelle, 35 × 26 cm